# Даршан

Нескончаемый поток паломников ради даршана Джаганнатха в Пури

Да́ршан, да́ршана (санскр. दर्शन [IAST: darśana] «лицезрение») — термин в философии индуизма, охватывающий широкий круг значений, восходящих к зрительному восприятию: взгляд, воззрение, точка зрения, интуиция, прозрение, лицезрение, учение, философия и т. п. В религиозной практике индуизма даршаном называют созерцание божества, почитаемого человека или священного объекта. Даршан носит двухсторонний характер: верующий лицезрит объект поклонения, в то время как объект «видит» посетителя (верующего). В религиозной практике результатом даршана является благословение, полученное от ви́дения божественного.

## Этимология и значение
Термин произошёл от санскр. «darśana», что означает «ви́дение» или «зрение». Последнее, в свою очередь, возникло от глагола «dṛś», то есть «видеть», «наблюдать». Видящий или зритель именуется «дарши». Даршан трактуется как «внутреннее» или «духовное зрение», которое освещает или проясняет внутреннее пространство человека, находящиеся в его уме мысли и образы. В то же время даршан означает интеллектуальную ясность умозрения и озарение ума светом откровения. В целом, даршан рассматривается как ви́дение реальности и прозрение.
В философской литературе термин может употребляться как аналог западного понятия «мировоззрение» или «философия». Даршан как мировоззрение ассоциируется с непосредственным ви́дением реальности в противовес рационалистическому духу европейской философии. Кроме того, даршан отражает практическую сотериологическую ориентацию индийской мысли, — её нацеленность на освобождение от перерождений, — в отличие от чисто теоретического интереса, свойственного европейскому подходу.
Даршан в вайшнавской традиции
| | | | |
| Шубха-даршан: Радха видит Кришну в отражении своего зеркала. Северная Индия, 1660 год. Из коллекции Художественного музея Сан-Диего | Кришна дает даршан Арджуне своей космической формы — Вишварупы. Северная Индия, 1820 год. Из коллекции Бруклинского музея | Вишну даёт даршан своим преданным на Вайкунтхе. Северная Индия, 1820 год. Из коллекции Бруклинского музея | Читра-даршан: Радха со спутницей видит изображение Кришны на стене. Раджастхан, 1675 год. Из коллекции Музея искусств округа Лос-Анджелес |

## Лицезрение божественного
В религиозной жизни даршан отождествляется с ви́дением божественного. Главная цель верующего, приходящего в храм или совершающего паломничество, состоит в лицезрении образа Бога, святого или божественного объекта. В течение жизни для обретения освобождения также рекомендуется получить даршан связанных с богами священных мест — Гималаев, Каньякумари, Ганга, святых городов и т. п. Получение даршана Бога и святого является двухсторонним: божество или святая личность видит паломника, обращает на него своё внимание.

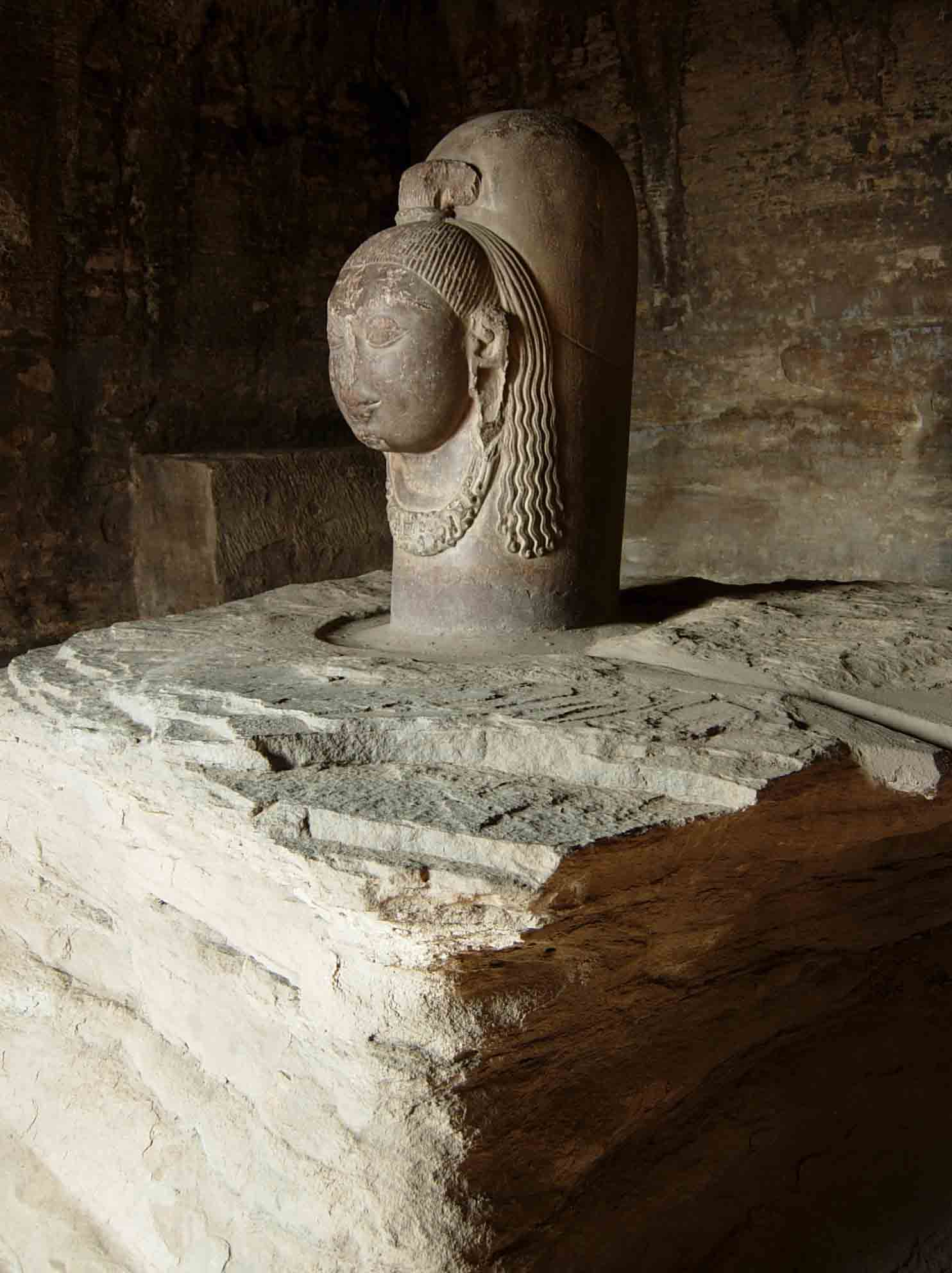
Мукхалинга: лингам с лицом, пещера № 4 в пещерных храмах Удаягири

Миллионы верующих устремляются в храмы для лицезрения божества. У мурти божеств могут специально подкрашиваться и изображаться преувеличенными глаза, чтобы Бог и человек лучше «видели» друг друга. Ценным считается даршан, полученный в определённые дни недели либо в определённые («священные») даты индуистского календаря. Например, даршан Сиддхи Винаяка (Ганеши) в Мумбаи популярен во вторник, особенно если вторник совпадает с четвёртым днём уходящей луны. Даршан гуру получают по четвергам (так как четверг приурочен к планете Юпитер / Гуру и называется «гурувар»), а даршан Лакшми — по пятницам.
Божественный образ может быть представлен по всем канонам, а может, напротив, быть неканоническим, который и не пытается воспроизвести узнаваемый образ. Канонические образы имеют, как правило, антропоморфный, то есть человеческий облик, а могут быть теориоморфными, сочетающими человеческие и животные формы. Лингам, гладкий камень и объект поклонения, является самым известным неантропоморфным символом, олицетворяющем Шиву. Однако и у него храмовые служители могут подрисовывать «глаза» для получения даршана.
Изображения божеств создаются специально обученными мастерами в ритуально предписанном порядке по храмовым правилам, называемым Агамами. Здесь нет места ни для художественного вымысла, ни для авторской интерпретации. Образы божеств освящаются и «получают жизнь» в ходе особого ритуала. Когда образ под влиянием многочисленных пудж и поклонения становится непригодным, его удаляют из святилища и уничтожают в ходе другого особого ритуала.

## Роль даршана в индуизме

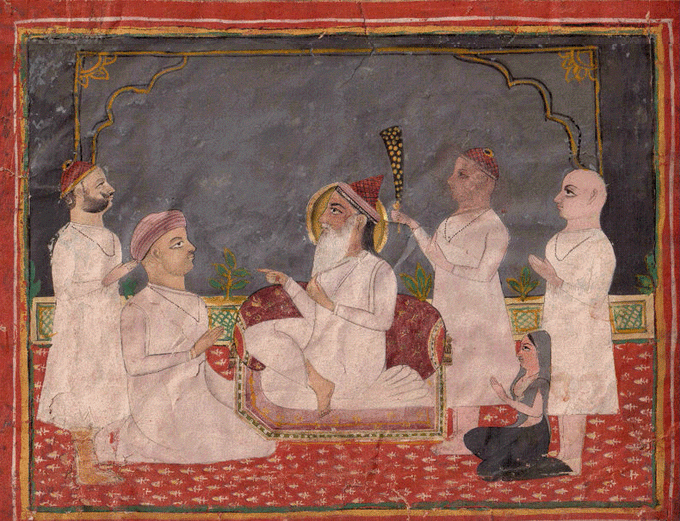
Ученики получают даршан учителя. Миниатюра, Хайдарабад, 1800-е годы

Считается, что индуизм основан на ортопраксии: в нём бо́льшее внимание уделяется действиям и поступкам, а также личному опыту, нежели осмыслению и умозаключениям. Даршан считается высшей точкой личной духовной практики — он представляет собой лицезрение божественности. В то же время даршан является самой простой практикой: он не предполагает молитв и подношений, а также совершения ритуалов. Даршан — прямое ви́дение божественности, которое носит обоюдный характер. Верующий лицезрит Бога, в то время как Бог видит верующего. Считается, что даршан приводит к обретению божественной милости. Её получение зависит от ментального настроя верующего. Богови́дение определяется непоколебимой верой и искренней преданностью.
Ратха-ятра, или праздник колесницы, в ходе которого статуи божеств провозят по улицам города, позволяет получить даршан божества тем, кто не имеет права войти в храм.
Духовный учитель, или гуру, может дать даршан своим последователям. В неоиндуизме большую популярность получили даршаны духовных лидеров, таких как Сатья Саи Баба, Мата Амританандамайи и других.

## Галерея: современный даршан
|                                                       |                                                              |                                                          | |
| Очередь на даршан в храм Бадринатха (Индия), 2017 год | Даршан Сатья Саи Бабы и раздача пищи бедным. Индия, 1948 год | Даршан Шри Шри Рави Шанкара на Махашиваратри в 2017 году | Очередь на даршан Венкатешвары ожидает несколько часов в построенном для неё комплексе Vaikuntam Queue в форме полукруглого здания. Тирумала, 2007 год |